# Actenicerus siaelandicus
Actenicerus siaelandicus é uma espécie de insetos coleópteros polífagos pertencente à família Elateridae.
A autoridade científica da espécie é O. F. Muller, tendo sido descrita no ano de 1764.
Trata-se de uma espécie presente no território português.